# Johannes Cordes
Johannes Cordes (*  18. Mai 1873 in Altenhundem; † 1. März 1926 in Paderborn) war ein deutscher Domorganist und Komponist.

## Leben
Johannes Cordes absolvierte 1893 das Gymnasium Theodorianum in Paderborn. Danach studierte er katholische Theologie an der Paderborner theologisch-philosophischen Lehranstalt. Der damalige Domchordirektor Hermann Müller wurde auf die musikalischen Fähigkeiten Cordes aufmerksam und förderte ihn.
Am 2. April 1897 wurde Cordes zum Priester geweiht und nach wenigen Tagen vom musikverständigen damaligen Bischof Hubert Theophil Simar zum Domvikar und ersten Domorganisten ernannt. Von 1903 bis 1924 war Cordes Diözesanpräses des Cäcilienvereins in Paderborn. In dieser Funktion hielt er zahlreiche Kurse für Organisten und Dirigenten ab und schulte sie vor allem auch in der Begleitung bzw. Direktion des gregorianischen Chorals. Unter seinen Schülern befand sich auch Hans Humpert (1901–1943), dem Cordes zunächst Klavier-, später auch Orgelunterricht gab. Vom Bischof wurde er auch zum Gutachter der Diözese für die Abnahme von Orgeln und Glocken ernannt.
Von 1900 bis 1926 gehörte Cordes zu den Persönlichkeiten des Paderborner Musiklebens. Die beiden großen Konzerte (Orchester- bzw. Orgelkonzert) Max Regers in Paderborn waren maßgeblich seiner Initiative zu verdanken. Seine Hauptaufgabe aber war der Organistendienst am Dom zu Paderborn. „Mit seinem Orgelspiel hat Cordes durch sein reifes künstlerisches Können wesentlich dazu beigetragen, dass die Gottesdienste im Dom, namentlich an Hochfesten und bei feierlichen Gelegenheiten, zu Höhepunkten religiös-geistigen Erlebnisses wurden“.
Johannes Cordes war in den letzten Jahren seines Lebens durch eine schwere Krankheit an der Ausübung seines Dienstes behindert und starb am 1. März 1926. Er wurde in seinem Heimatort Altenhundem beigesetzt.

## Werke
Hervorzuheben ist hier die Herausgabe des Orgelbuchs zum Diözesangesangbuch „Sursum Corda“. Damit erhielt das Gesangbuch eine auf der Höhe der Zeit stehende Orgelbegleitung. Als 1916 als Anhang zum „Sursum Corda“ 23 Einheitslieder aufgenommen wurden, verfasste Cordes ein Heft mit eigenen Kompositionen mit dem Titel „Orgelbegleitung nebst 116 Vor- und Nachspielen zu den 23 Einheitsliedern der Deutschen Diözesan-Gesangbücher“. Daneben hat er eine Anzahl von kleineren Werken für die kirchenmusikalische Praxis komponiert.